# فلفلة (القبيطة)

تعديل مصدري - تعديل

فلفلة هي إحدى قرى عزلة كرش بمديرية القبيطة التابعة لمحافظة لحج، بلغ تعداد سكانها 38 نسمة حسب تعداد اليمن لعام 2004.